# Lampedusa melitensis
Lampedusa melitensis is een slakkensoort uit de familie van de Clausiliidae. De wetenschappelijke naam van de soort is voor het eerst geldig gepubliceerd in 1892 door Caruana Gatto.